# Kerala punctilineata
Kerala punctilineata är en fjärilsart som beskrevs av Moore 1881. Kerala punctilineata ingår i släktet Kerala och familjen trågspinnare. Inga underarter finns listade i Catalogue of Life.